# Mörkerriktmedel
| Det ryska mörkersiktet NSPU. Den högra bilden visar den tydliga distorsionen i detta sikte. |  | Det ryska mörkersiktet NSPU. Den högra bilden visar den tydliga distorsionen i detta sikte. |
| Det ryska mörkersiktet NSPU. Den högra bilden visar den tydliga distorsionen i detta sikte. |  |                                                                                             |

Mörkerriktmedel, vardagligt kallat mörkersikte eller nattsikte, är riktmedel som utformats för riktning i mörker.

## Typer

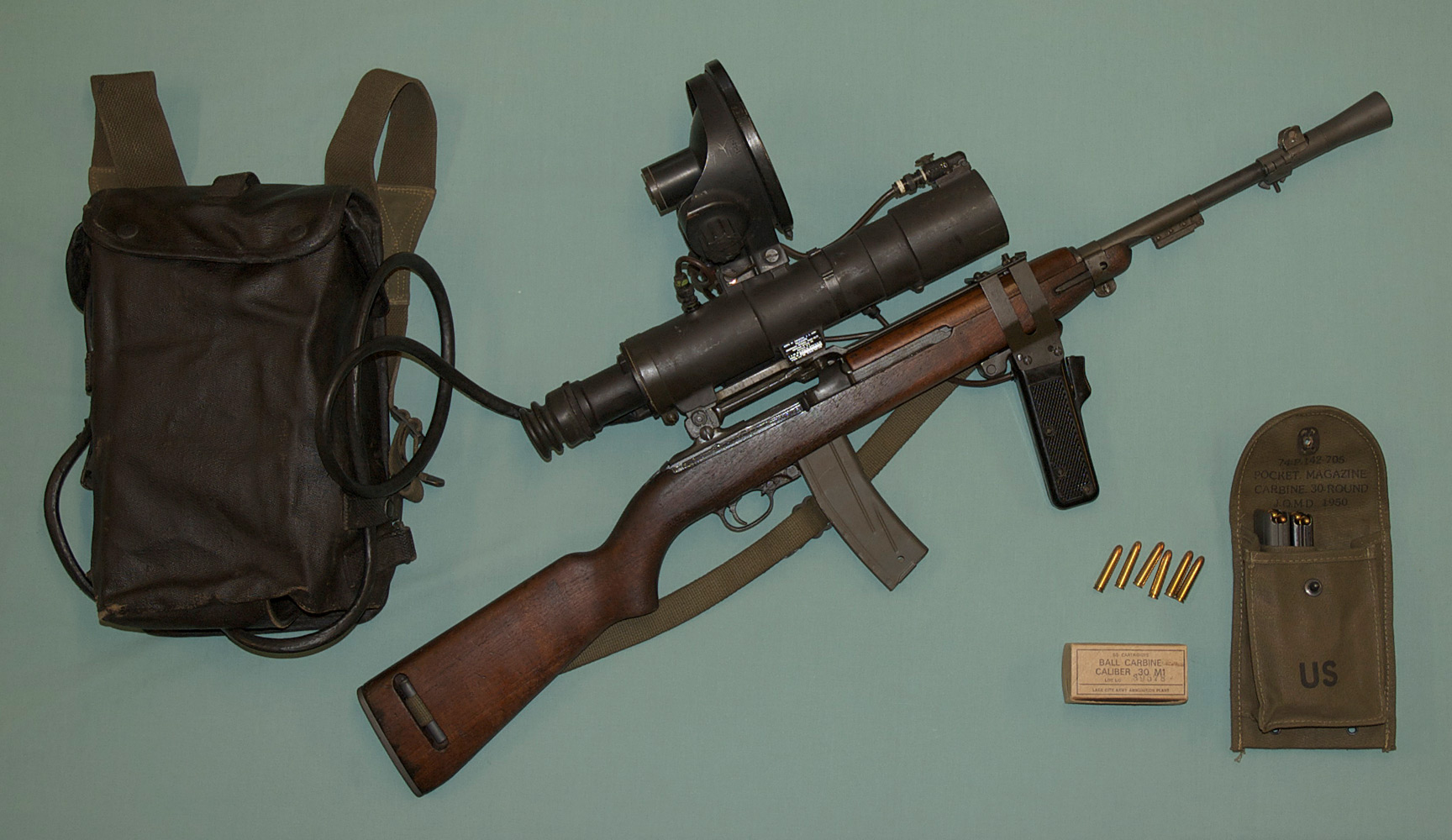
En M1-karbin med ett tidigt mörkersikte med IR-strålkastare och ryggsäck med batterier och spänningsomvandlare.

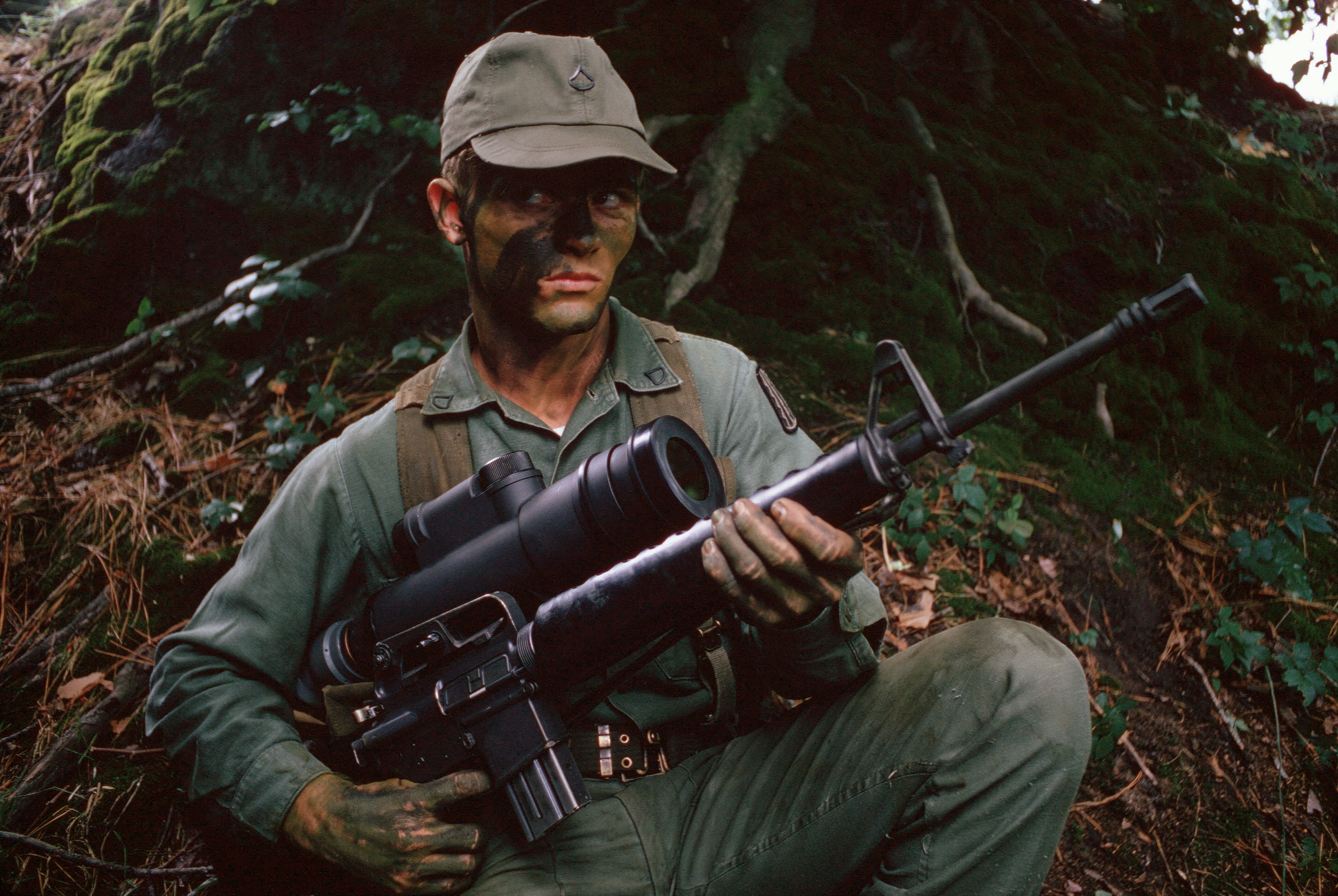
En M16-karbin med mörkersiktet AN/PVS-2.

### Fosforescerande riktmedel
Den enklaste formen av mörkersikte är att sikte och korn förses med fosforescerande medel för att synas i mörker. 
Ofta görs sikte och korn även större än normalt för att synas tydligt. I äldre tider brukades även inläggningar i silver eller ben för att göra siktskåran tydligare.
Andra tidiga varianter var de på äldre fartyg placerade nattsikten med grön- och rödfärgade glas, vilka genomlystes med en lampa, så att siktet och kornets konturer markerades med olika färger.

### Ljusförstärkande sikte
Under slutet av andra världskriget började tyska armén att använda mörkersikten som förstärkte befintligt ljus. Apparaten kallades Zielgerät 1229 ”Vampir” och vägde 2,5 kg utan den IR-strålkastare och ryggsäck med batteri och spänningsomvandlare som också krävdes.
Det var först i början av 1970-talet som det utvecklades helt passiva mörkersikten utan IR-strålkastare. Dessa (amerikanska AN/PVS-2 och ryska NSPU) kunde förstärka ambient ljus tillräckligt bra för att ge en tydlig bild utan hjälp. Idag används inte längre elektronrör för att förstärka ljuset och mörkersiktena har därmed krympt till samma storlek som motsvarande kikarsikten.

### Värmesikte
I stället för att förstärka svagt synligt ljus går det att konstruera sikten som i stället visar infrarött ljus. Fördelen är att man med ett sådant sikte kan se igenom dimma, rök och lövverk. Det går också att upptäcka gömda människor och djur tack vare deras kroppsvärme. Nackdelen är att sådana sikten är mycket dyra och kräver aktiv kylning. Sådana sikten används därför nästan enbart på avancerade vapensystem som till exempel pansarvärnsrobotar.